# Rodzina Duque
Rodzina Duque (ang. Cane, 2007) – amerykański serial obyczajowy nadawany przez stację CBS od 25 września do 18 grudnia 2007 roku. W Polsce premiera serialu odbyła się 25 czerwca 2008 roku na kanale Polsat. Serial ten był również emitowany na kanalach Hallmark Channel i Universal Channel.

## Fabuła
Życie rodziny Duque wcale nie jest słodkie, choć są właścicielami ogromnego imperium „cukrowego” na południu Florydy. Przybyli do Ameryki przed laty z Kuby. Zaczynali od zera, ale dzięki ciężkiej pracy, wspólnymi siłami założyli plantację trzciny cukrowej i wytwórnię rumu, które z czasem przyniosły im fortunę. Po latach nad imperium Duque'ów gromadzą się czarne chmury. Na każdy, najmniejszy nawet błąd w prowadzeniu interesów czyhają ich zaciekli wrogowie – klan Samuelsów. Zawistni rywale nie zawahają się przez niczym, by przejąć ich sferę wpływów. A właśnie nadarza się okazja, gdyż nestor rodu – Pancho, z powodu śmiertelnej choroby, przekazuje władzę zięciowi – swojemu adoptowanemu synowi, Alexowi Vega. Świadomie pomija prawowitych spadkobierców, co szczególnie rani dumę jego najstarszego syna i zarazem najbardziej impulsywnego z rodzeństwa, Franka. Konflikt jest nieunikniony, władza ma swoją cenę, a walcząc o nią, brat zwróci się przeciwko bratu.

## Obsada
- Jimmy Smits jako Alex Vega
- Héctor Elizondo jako Pancho Duque
- Nestor Carbonell jako Frank Duque
- Rita Moreno jako Amalia Duque
- Paola Turbay jako Isabel Vega
- Eddie Matos jako Henry Duque
- Michael Trevino jako Jaime Vega
- Lina Esco jako Katie Vega
- Samuel Carman jako Artie Vega
- Alona Tal jako Rebecca